# Ichiji Otani
Ichiji Otani (Prefectura de Hyogo, Japó, 31 d'agost de 1912 - 23 de novembre de 2007), és un exfutbolista japonès.

## Selecció japonesa
Ichiji Otani va disputar 3 partits amb la selecció japonesa.